# 北海道道1038号直别共荣线
北海道道1038号直别共荣线（日语：北海道道1038号直別共栄線）是一条连结北海道十胜综合振兴局管内的浦幌町直别和吉野共荣的普通道级道路（北海道道）。

## 道路概况
- 起点：北海道十勝郡浦幌町直別（＝国道38号交点）
- 終点：北海道十勝郡浦幌町共荣（＝国道38号交点）
- 总長：30.1千米

## 经过的自治体
- 十胜综合振兴局
  - 十勝郡浦幌町

## 主要连结道路・隧道
- 浦幌町
  - 国道38号
  - 厚内隧道(218.8米)
  - 国道336号＝共荣

## 历史
- 1983年3月31日 路線勘定。

## 其他
- 目前的旧道，在1952年（昭和27年）至1960年（昭和40年）时为国道38号的部分路段。
- 从起点直到浦幌町昆布刈石附近道路沿着太平洋前进，进入峡谷,越过雾止山顶.